# Front Universitari de Catalunya
Front Universitari de Catalunya (FUC) fou una organització de resistència contra el franquisme creada el 1942 a la Universitat de Barcelona, a base d'una estructura cel·lular i clandestina, i que es va veure reforçat amb l'ingrés de la secció universitària del Front Nacional de Catalunya el 1944 a Montserrat. Molts dels seus membres procedien de l'Institut-Escola de la Generalitat de Catalunya, i el seu ideari era catalanista i democràtic, cosa que els enfrontà sovint amb els militants del SEU dirigits per Pablo Porta Bussoms.
El president fou Josep Benet i Morell, qui també dirigia la revista Orientacions, i els secretaris generals Lluís Torras, Jordi Cuxart i Josep Maria Ainaud de Lasarte. Formà part del Consell Nacional de la Democràcia Catalana i es va dissoldre el 1948 tot deixant pas a la FNEC. En formaren part, entre d'altres, Joan Sansa i Caminal, Alexandre Cirici i Pellicer, Josep Maria Ainaud de Lasarte, Francesc Casares i Potau, Jordi Carbonell, Anton Cañellas i altres.